# すしあざらし
『すしあざらし』は、2000年から発表されているえだいずみの絵本シリーズ、及び同作に登場するアザラシを元にした生き物の名前。2001年にはテレビ朝日 (ANB) 系でテレビアニメが放送された。本記事では続編企画「すしあざらす」についても記述する。

## 概要
2000年に絵本形式で発表し、デザイン・フェスタを始めとしたイベント出展で絵本や雑貨を販売し口コミで人気を広げ書籍化・商品化に発展し最盛期には商品アイテム数は200種類以上を展開し、書籍6冊、市場規模は20億円以上に上った。

## 書籍
- ソニーマガジンズ
  - 『すしあざらし』（2001年1月、ISBN 4-7897-1502-7）
  - 『すしあざらし トロパパのヒ・ミ・ツの巻』（2001年6月、ISBN 4-7897-1572-8）
  - 『すしあざらし コミックス』（2001年6月、ISBN 4-7897-1718-6）
  - 『すしあざらし いたずらタマゴの巻』（2001年11月、ISBN 4-7897-1620-1）
- マガジンハウス
  - 『すしあざらし占い』（2001年7月、ISBN 4-8387-8317-5）
- 小学館
  - 『すき。 すしあざらしなきせつ』（2002年4月、ISBN 4-09-681481-4）

## キャラクター
- トロパパ（声：柳沢栄治）
- イクラママ（声：山川亜弥）
- エビにいちゃん（声：本井えみ）
- 3つ子のタマゴ（声：あおきさやか）
- ミセスウーニー（声：片桐真衣）

## テレビアニメ
テレビ朝日 (ANB) 系「ラボ・らぼ〜ん」内で、2001年1月20日から同年9月29日にかけて放送された。
スタッフ
- アニメーション制作 - M.S.C

主題歌
「Juliet」
歌 - THE ALFEE

## すしあざらす
2019年に2020年の誕生20周年に向けて東根つつじデザインにより「すしあざらす」としてリニューアルしTwitterでの漫画投稿やLINEスタンプを展開、名称は長い冬眠の間にちょっとだけ進化したものとしている。三つ子のタマゴを中心に20年間人知れずのんびり過ごす中で成長した姿として、直立したデザインが基調となっている。
キャラクター
- トロパパ - 家族一おっとりしており、寝るのが好きでとても無口。
- イクラママ - おしゃれが好きでしっかり者。
- エビ兄ちゃん - マイペースでバカンスが好き、マイナスイオンな存在。
- たーちゃん - 三つ子のタマゴの長男。素直で能天気、慌てん坊で弟たちに振り回されがち。
- まーちゃん - 三つ子のタマゴの次男。気が強く基本強がりだが、意外とちょろい性格。
- ごーちゃん - 三つ子のタマゴの三男。甘えん坊で極甘な正確。

イメージソング
- キミだけがすしっ!!（ゆうゆ feat.初音ミク）[2]